# Molophilus gracillimus
Molophilus gracillimus är en tvåvingeart som beskrevs av Alexander 1927. Molophilus gracillimus ingår i släktet Molophilus och familjen småharkrankar. Inga underarter finns listade i Catalogue of Life.